# Palais de Fredensborg
 (avril 2012).
Si vous disposez d'ouvrages ou d'articles de référence ou si vous connaissez des sites web de qualité traitant du thème abordé ici, merci de compléter l'article en donnant les références utiles à sa vérifiabilité et en les liant à la section « Notes et références ».
Le palais de Fredensborg est un palais situé à Fredensborg au Danemark, construit entre 1720 et 1753 d'après un projet des architectes Nicolai Eigtved, Johan Cornelius Krieger et Lauritz de Thurah.
Le palais fut construit pour le roi Frédéric IV, qui lui donna ce nom ("Château de la paix") pour commémorer la fin de la Grande Guerre du Nord. 
Il reste une des résidences préférées de la famille royale danoise, qui y passe souvent le printemps et l'automne.
Le roi Frederik X et la reine Mary déménagent leur résidence vers le palais de Fredensborg. Depuis toujours, les souverains danois changent de résidence au fil des saisons. Frederik occupera le bâtiment de la chancellerie de Fredensborg durant le printemps. L’installation de la famille royale dans la résidence a été officialisée par une cérémonie festive ce jeudi.